# Mozyrz (stacja kolejowa)
Mozyrz (biał. Мазыр, ros. Мозырь) – stacja kolejowa w Mozyrzu, w obwodzie homelskim, na Białorusi, obsługiwana przez homelską administrację Kolei Białoruskich. Leży na linii Żłobin - Mozyrz - Korosteń.